# Альфред Сіслей
Альфред Сіслей (фр. Alfred Sisley МФА: [/ˈsɪsli/, /sislɛ/]; 30 жовтня 1839 — 29 січня 1899) — французький художник-пейзажист, один з засновників імпресіонізму.

## Біографія

### Молоді роки
Сіслей народився в Парижі в родині заможних британців. Його батько, Вільям Сіслей, займався шовковим бізнесом, а мати, Феліція Селл, була освіченим знавцем музики. У 1857 за наказом батьків він їде до Англії навчатися, а потім служити у лондонській торговельній фірмі. Комерційні справи мало цікавили Альфреда. Він самостійно вивчав літературу та творчість найкращих англійських пейзажистів XIX — Констебля, Бонінгтона, Тернера.
У 1862 році Альфред Сіслей повертається до Франції, де поступає у майстерню Г. Глейра. Його друзями стають К. Моне, О. Ренуар, Жан Базиль. Академічний напрямок не цікавить їх. У живописі для себе Альфред обрав відображення стану природи, пейзаж, просякнутий повітрям, грою світла, живим настроєм. Одна з його перших картин — «Каштанова алея в Сель-Сен-Клу», 1865 рік — доводить як швидко Сіслей оволодів технічними навичками живопису.
До 1870 року, завдяки допомозі батька, Альфред вів доволі забезпеченне життя. Після закриття майстерні Г.Глейра (1864 рік) він провів зиму у Парижі, допомагаючи своїм друзям — О.Ренуару, К.Моне.
Після франко-пруської війни 1870—1871 батько Альфреда став банкрутом. З цього часу єдиним доходом стає продаж картин Сіслея.

### Творчість

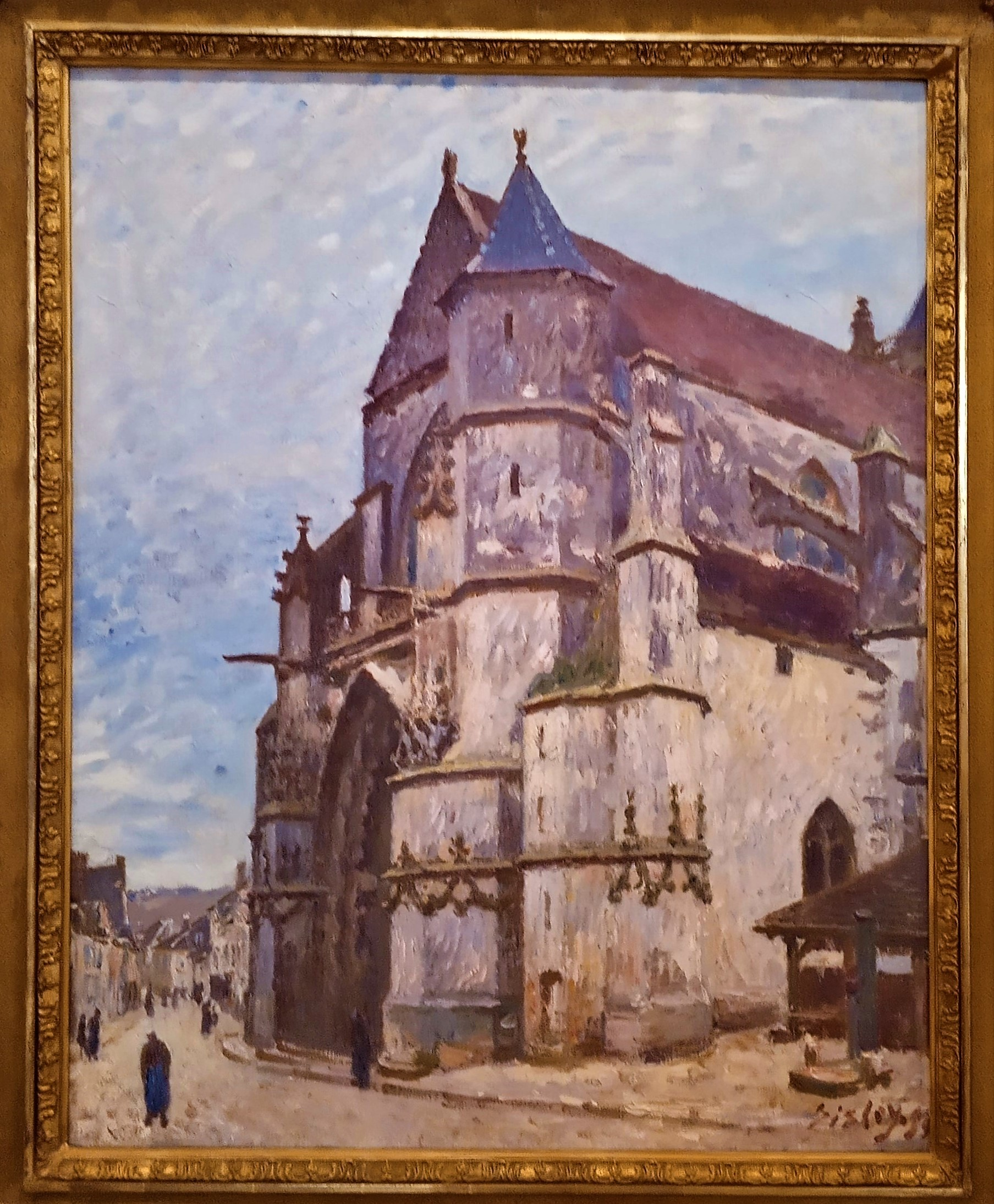
Церква в Мореті. Зима (Бухарест, Галерея Європейського мистецтва)

На виставці «Анонімного товариства» у 1874 році А. Сіслей представив свої пейзажі: «Дорога до Сен-Жермене», «Острів Ложі», «Сена в Пор-Марлі», «Фруктовий сад», «Пор-Марлі зимовим вечором». Але вони майже не були помічені публікою та критиками. Теж саме відбулося під час спільної розпродажі картин імпресіоністів.
Але він продовжував писати картини, намагався ще декілька разів виставлятися із своїми роботами. Але критика була нещадною. При цьому за характером, на відміну від Моне, Ренуара, Сіслей був більш стриманим та спокійним, не був борцем як його друзі.
Сіслей створив багато картин з видами річок та каналів Франції, моря з парусними човнами в Англії, маленькими ставками («Хижа на березі річки», «Берег струмка» та ін.). Його навіть прозвали «художником води». Водночас з ефектом освітленої води, Альфреда Сіслея цікавили снігові композиції. На цю тему він створив 50 пейзажів.
Тому після чергової невдалої виставки у 1887 році, невтішних спроб продати картини в Франції та за кордоном, художник переїздить до Море-сюр-Луен. Він продовжує писати картини, але не показує критикам та загалу.
Лише у 1897 році у галереї Жоржа Пті відкривається чергова виставка Альфреда Сіслея. Тут він отримує визнання, сподівається розпочати новий етап у творчості. Але 29 січня 1899 року Сіслей помер від раку горла.

## Найзначніші картини
- Сена в Буживалє. 1872 рік.
- Містечко Вільнев-ла-Гаренн. 1872 рік.
- Ефект снігу. 1876 рік.
- Сніг у Лувенсьєні. 1873 рік.
- Сніг в Лувесьєні. 1874 рік.
- Ефект снігу в Марлі. 1875 рік.
- Сен-Клу. 1877 рік.
- Захід сонця в Моретт. 1877 рік.
- Ефект вечора. 1882 рік.
- Берег Сени в Сен-Маме. 1885 рік